# Ri Chun Hui
Ri Chun Hui, född den 8 juli 1943, är ett nordkoreanskt nyhetsankare i den nordkoreanska statstelevisionen.
Ri föddes i en fattig familj i Tongchon och fick en utbildning i drama. Hon började sin karriär som skådespelare i radion och i den nordkoreanska filmindustrin. 1971 fick hon anställning vid den nordkoreanska statstelevisionen. Som nyhetsankare har hon blivit känd för sin översvallande dramatiska stil varför hon ofta fick i uppdrag att framföra viktiga nyheter. Det var hon som meddelade Kim Il-sungs och Kim Jong-ils bortgångar 1994 respektive 2011. Hon har numera gått i pension och arbetar med att träna upp nästa generation nordkoreanska nyhetsankare.